# WISE 0535-7500
WISE 0535-7500 är en ensam stjärna av spektralklass ≥Y1, en sub-brun dvärg, belägen i den norra delen av stjärnbilden Taffelberget. Den har en skenbar magnitud av ca 21,6 och kräver ett teleskop med kamera för att kunna observeras. Baserat på en trigonometrisk parallax på 0,070 ± 0,005 bågsekund, beräknas den befinna sig på ett avstånd på ca 47 ljusår (14 parsek) från solen. År 2017 visade mer exakt analys att den är ett binärt system bestående av två substellära objekt av spektralklass ≥Y1 i omloppsbana mindre än en astronomisk enhet från varandra.

## Y-dvärg

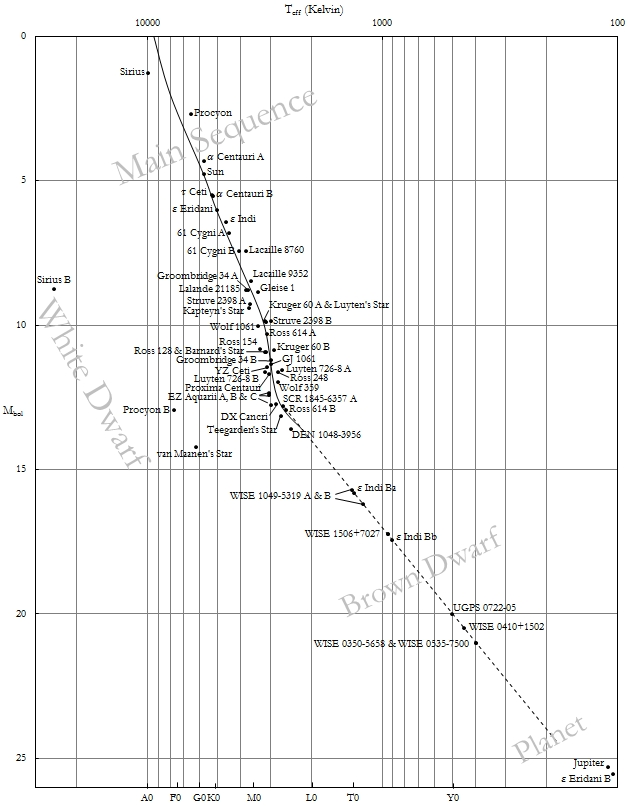
Hertzsprung-Russell diagram över alla de närmaste stjärnorna ut till Gliese 1, såväl som de flesta bruna dvärgar och några planeter. WISE 0535−7500 finns längst ner till höger.

Bruna dvärgar definieras som substellära objekt som någon gång i sitt liv har haft kärnfusion av deuterium i sitt inre. Gränslinjen mellan en brun dvärg och en planet anses konventionellt vara 13 gånger Jupiters massa. Alla bruna dvärgar är antingen M-dvärgar, L-dvärgar, T-dvärgar eller Y-dvärgar, i sjunkande temperatur. En ökande siffra efter bokstaven i spektraltypen betyder också sjunkande temperatur, en Y2-dvärg är kallare än en Y1-dvärg är kallare än en Y0-dvärg. Planeter kan också vara L-dvärgar, T-dvärgar eller Y-dvärgar.